# La Torna
La Torna är en ort i Mexiko.   Den ligger i kommunen San José Iturbide och delstaten Guanajuato, i den centrala delen av landet, 210 km nordväst om huvudstaden Mexico City. La Torna ligger 2 128 meter över havet och antalet invånare är 126.
Terrängen runt La Torna är kuperad åt sydost, men åt nordväst är den platt. Runt La Torna är det ganska tätbefolkat, med 124 invånare per kvadratkilometer. Närmaste större samhälle är San José Iturbide, 3,9 km norr om La Torna. Trakten runt La Torna består till största delen av jordbruksmark.